# Бібліотека імені Самеда Вургуна (Київ)
Публічна бібліотека імені Самеда Вургуна Оболонського району м.Києва.

## Характеристика
Площа приміщення бібліотеки — 470 м², книжковий фонд — 33,6 тис. примірників українською, російською, азербайджанською мовами, в тому числі платівки, нотні, довідково-бібліографічні видання. Щорічно обслуговує близько 5,0 тис. користувачів; кількість відвідувань за рік — 26,0 тис., книговидач — 103,0 тис. примірників.

## Історія бібліотеки
Бібліотека заснована у 1974 році. З 1978 року носить ім'я азербайджанського поета, письменника і драматурга Самеда Вургуна.
Бібліотека співпрацює з Конгресом азербайджанців в Україні та посольством Азербайджану в Україні, що сприяє розвитку культурних зв'язків та зміцненню дружби українського та азербайджанського народів.

## Транспорт
Тролейбуси: 44, 34 - їхати до зупинки "Кінотеатр "Братислава"" 
Маршрутні таксі : 402, 463 - їхати до зупинки "Кінотеатр "Братислава"" 
Автобуси : 102, 88 - їхати до зупинки "Кінотеатр "Братислава""